# What Did Jack Do?
What Did Jack Do? è un cortometraggio del 2017 diretto da David Lynch.
Il regista Lynch è anche protagonista nonché autore della sceneggiatura e montatore. 

## Trama
In una piccola stanza di una stazione ferroviaria, un detective interroga una scimmia di nome Jack, sospettata di omicidio.

## Produzione
Il cortometraggio è stato girato nel 2016.
La scimmietta che interpreta Jack, una femmina di cebo di nome Katie, è la stessa che ha interpretato "Marcel" in alcuni episodi della serie televisiva Friends.

## Distribuzione
Il corto è stato presentato per la prima volta a Parigi l'8 novembre 2017 alla Fondation Cartier pour l'art contemporain, in occasione del lancio di un libro fotografico di nudi di Lynch pubblicato dalla fondazione. Il 20 maggio 2018 è stato presentato negli Stati Uniti al "Festival of Disruption" di New York.
Per quasi due anni il corto non è stato reperibile in nessun modo, fin quando Netflix non ne ha acquistato i diritti e lo ha distribuito a livello internazionale sulla propria piattaforma streaming, a partire dal 20 gennaio 2020, in occasione del 74º compleanno di David Lynch.